# Export
Export är utförsel och försäljning av varor eller tjänster utanför ett lands gränser. Säljaren kallas exportör och köparen importör. Tjänster inom internationell handel inkluderar finansiella tjänster, redovisning och andra professionella tjänster, turism, utbildning samt immateriella rättigheter. Export av varor kräver ofta inblandning av tullmyndigheter och påverkar bruttonationalprodukten positivt.

## EU och export
För länder inom EU innebär export att en unionsvara förs ut till ett land utanför EU:s tullområde, så kallat tredje land. Vid export från Sverige skall en elektronisk exportdeklaration lämnas till Tullverket. För länder inom EU:s tullunion finns inga tullar och någon tulldeklaration behöver inte lämnas vid utförsel av varor till ett land inom tullområdet.
Vid export är det nödvändigt att känna till exportvillkoren, då vissa varor omfattas av exportrestriktioner. Inom EU finns vissa begränsningar, då enskilda medlemsländer kan stoppa varor med hänsyn till skydd för miljö, hälsa och säkerhet. Detta gäller bland annat narkotika, läkemedel och vapen.
- Direkt export innebär att en vara lämnar EU från samma land som där den anmäldes till export i.[1]
- Indirekt export innebär att en vara lämnar EU i ett annat land än där den anmäldes till export.[1]
- Transitering innebär att varor transporteras genom ett eller flera länder utan att betala tull och skatt enligt den internationell tullkonvention TIR. Exempel är en transport från Schweiz genom Tyskland till Sverige.[2]

### Export i Sverige
Statistik över Sveriges export framställs av Statistiska centralbyrån och syftar till att belysa Sveriges utrikeshandel med varor och länder.